# Ringer
Ringer és una solució de diverses sals dissoltes en aigua amb el propòsit de crear una solució isotònica. Rep el nom de Sidney Ringer, qui el 1882, va descobrir que la solució de perfusió del cor d'una granota havia de contenir sals de sodi, potassi i calci en una proporció precisa si es volia mantenir viu per molt temps. La solució de Ringer sol contenir clorur sòdic, clorur potàssic, clorur de calci i bicarbonat de sodi, aquest últim s'utilitza per equilibrar el pH (solució tampó). Segons un protocol de Cold Spring Harbor Laboratory per produir una solució estàndard isotònica es dissolen 7,2 g de NaCl, 0,37 g de KCl i 0,17 g de CaCl₂ en un litre d'aigua destil·lada, s'esterilitza i s'ajusta el pH de la mescla entre 7,3-7,4, tanmateix hi pot haver variacions en la concentració de cada component i el pH al qual s'ajusta segons els usos previstos. És àmpliament usat en microbiologia per a fer dilucions de mostres. Altres composicions, especialment les destinades a conservar teixits o òrgans vius, poden incloure fonts químiques d'energia per a les cèl·lules, com ara trifosfat d'adenosina i glucosa, així com antibiòtics i antifúngics. Així la solució de Ringer s'utilitza amb freqüència en medicina humana en forma de solució de Ringer lactat. La solució de Ringer lactat s'utilitza freqüentment en els experiments in vitro en òrgans o teixits, com en la prova muscular in vitro. La combinació exacta dels ions pot variar depenent del tàxon, amb receptes diferents d'aus, mamífers, peixos d'aigua dolça, peixos marins, etc. També es pot utilitzar amb finalitats terapèutiques, com el rentat artroscòpic en el cas d'artritis sèptica.